# Cottage Grove (Tennessee)
Cottage Grove es un pueblo ubicado en el condado de Henry en el estado estadounidense de Tennessee. En el censo de 2010 tenía una población de 88 habitantes y una densidad poblacional de 176,96 personas por km².

## Geografía
Cottage Grove se encuentra ubicado en las coordenadas 36°22′43″N 88°28′45″O / 36.37861, -88.47917. Según la Oficina del Censo de los Estados Unidos, Cottage Grove tiene una superficie total de 0.5 km², de la cual 0.5 km² corresponden a tierra firme y (0%) 0 km² es agua.

## Demografía
Según el censo de 2010, había 88 personas residiendo en Cottage Grove. La densidad de población era de 176,96 hab./km². De los 88 habitantes, Cottage Grove estaba compuesto por el 100% blancos, el 0% eran afroamericanos, el 0% eran amerindios, el 0% eran asiáticos, el 0% eran isleños del Pacífico, el 0% eran de otras razas y el 0% pertenecían a dos o más razas. Del total de la población el 2.27% eran hispanos o latinos de cualquier raza.